# Multidentorhodacarus brevicuspidis
Multidentorhodacarus brevicuspidis är en spindeldjursart som beskrevs av Wolfgang Karg 2000. Multidentorhodacarus brevicuspidis ingår i släktet Multidentorhodacarus och familjen Rhodacaridae. Inga underarter finns listade i Catalogue of Life.